# 2320 Blarney
2320 Blarney è un asteroide della fascia principale del diametro medio di circa 38,81 km. Scoperto nel 1979, presenta un'orbita caratterizzata da un semiasse maggiore pari a 3,1681780 UA e da un'eccentricità di 0,1257410, inclinata di 11,51440° rispetto all'eclittica.